# Александровка (Полесский район)
Александровка — посёлок в Полесском районе Калининградской области. Является центром Залесовского сельского поселения.

## Население
| 2002 | 2010 |
| ---- | ---- |
| 101  | ↗166 |

## История
В 1895 году в Алексене была построена баптистская капелла (здание полностью разрушено в 2000-х годах).
В 1946 году Алексен был переименован в Александровку.